# Perloma
Perloma – rodzaj pluskwiaków z podrzędu fulgorokształtnych i rodziny Kinnaridae.
Rodzaj ten opisany został przez A.F. Emeljanowa w 1984 roku. W tym samym roku autor ten opisał także rodzaj Propleroma, który został przeniesiony pod nazwę Emeljanopleroma, a potem w 2006 roku zsynonimizowany.
Pluskwiaki o ciele długości do 4–5 mm, ubarwionym w różnych odcieniach brązu, grzbietobrzusznie spłaszczonym, przypominającym nieco szrońcowate. Głowa węższa od przedplecza z małym, tak szerokim jak długim, ku przodowi zwężonym ciemieniem oraz wyraźnych, rozszerzonych ku nadustkowi żeberkach bocznych. Zaustek ze środkowym kilem. Na głowie trzy przyoczka. Na tarczce trzy żeberka. Samiec ma walcowaty, krótki edeagus z zakrzywionym wyrostkiem u góry oraz poszerzony brzusznie w widoku bocznym pygofor.
Rodzaj znany ze wschodu Półwyspu Arabskiego i Iranu.
Należą tu 3 gatunki:
- Perloma brunnescens (Emeljanov, 1984)
- Perloma longistyli Wilson, 2010
- Perloma maidaqensis Wilson, 2010